# Juwenalia

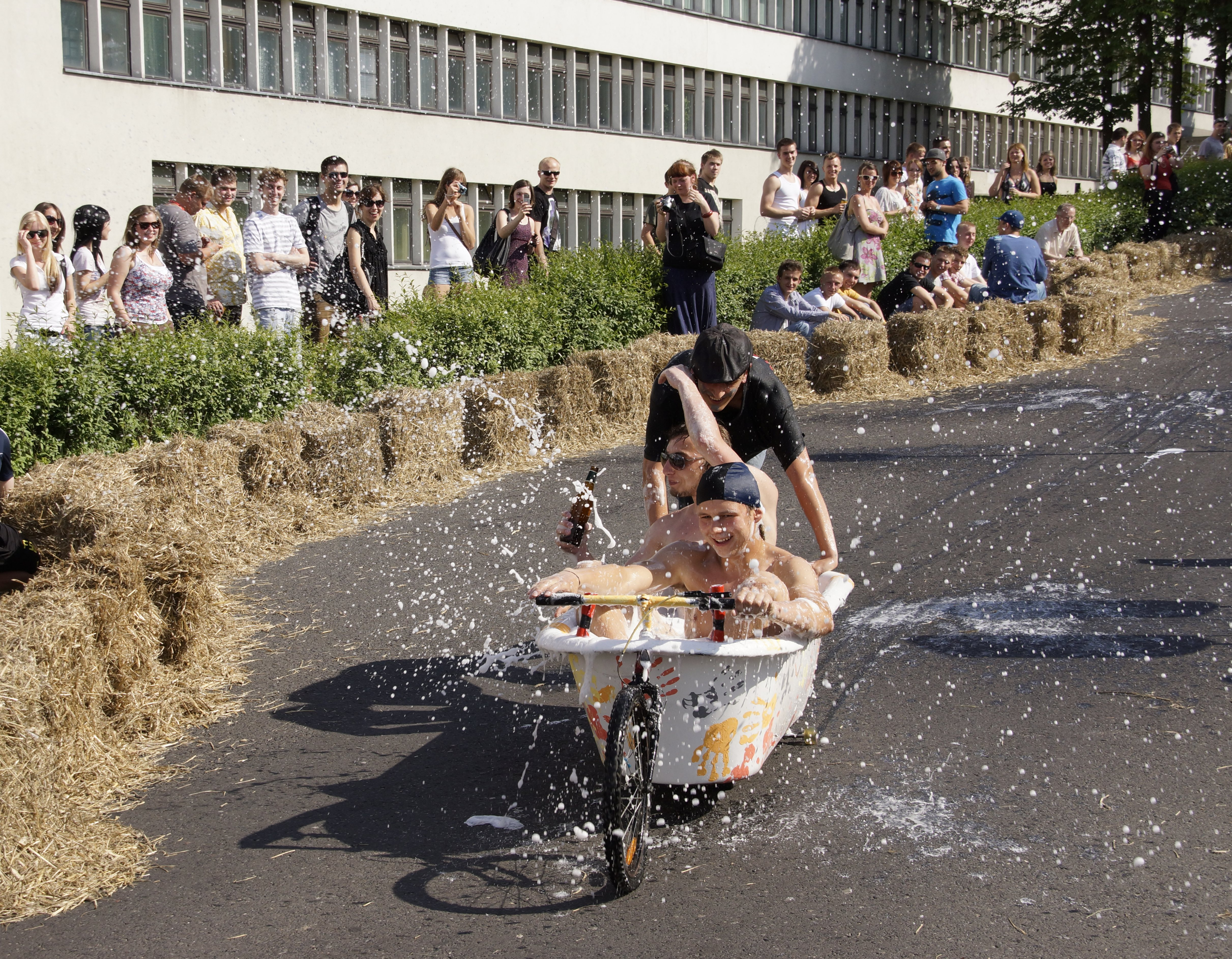
Cuộc thi Phương tiện kỳ lạ của Juwenalia tại Đại học Zielona Góra

Juwenalia (Ba Lan, từ Latin Iuvenalia - Juvenalia) là một kỳ nghỉ hàng năm của sinh viên thuộc cấp giáo dục đại học ở Ba Lan, thường được tổ chức vào tháng Năm, trước kỳ thi mùa hè, đôi khi cũng vào đầu tháng Sáu.
Juwenalia đầu tiên được tổ chức vào thế kỷ 15 tại Cracow. Juwenalia được tổ chức trong tất cả các trường đại học ở Ba Lan, với các tên khác nhau tùy thuộc vào trường học hoặc thành phố. Tại Học viện Y khoa, nó được gọi là Medykalia, tại Học viện Kinh tế là Ekonomalia. Tại Đại học Warmia và Mazury ở Olsztyn, nó được gọi là "Kortowiada", tại Đại học Opole nó được gọi là Piastonalia, tại Đại học Silesian Công nghệ ở Gliwice là Igry, tại Đại học Gdansk là Neptunalia, tại Đại học Zielona Góra là Bachanalia.
Juwenalia bắt đầu với một cuộc diễu hành chiến thắng của các sinh viên trong các trang phục sặc sỡ. Những người tham gia diễu hành từ khuôn viên trường đại học đến quảng trường chính của thành phố, trong một cử chỉ tượng trưng, thị trưởng của thành phố trao chìa khóa cho cánh cổng vào thành của học sinh. Ba ngày không phải tham gia các bài giảng và tràn ngập các buổi hòa nhạc, tiệc tùng, sự kiện thể thao cũng như uống bia.